# Шушняра, Андреа
Андреа Шушняра (хорв. Andrea Šušnjara; род. 26 февраля 1987, Сплит, Хорватия) — хорватская фолк-певица, представительница Хорватии на конкурсе песни «Евровидение 2009».
На песенном конкурсе Андреа вместе с Игорем Цукровым исполнила песню «Lijepa Tena» (с хорв. — «Красивая Тена»). Возможность участвовать в «Евровидении» дуэт получил после победы на фестивале «Dora 2009», являющимся также национальным отборочным конкурсом для «Евровидения». В финале певица набрала 45 баллов и финишировала 18-й.
Ранее Шушняра пыталась принять участие на «Евровидении 2004», но на отборе заняла только 2-е место, уступив Ивану Микуличу.
С 2010 года принимает участие в местном фольклорном ансамбле «Magazin».